# كيجي إيناي
كيجي إيناي (井内啓二 إيناي كيجي) هو ملحن ياباني ولد في 17 مارس 1976.

## أعماله في الأنمي

### مسلسلات أنمي تلفزيونية
- حفيد نوراريهيون: عاصمة العفاريت (بالتعاون مع كوهي تاناكا وكازوهيكو ساواغوتشي)
- فارس المنطقة (بالتعاون مع ياسونوري إيواساكي)
- BTOOOM!
- كارنفال (بالتعاون مع شيرو هاماغوتشي)
- آوتبريك كومباني
- طوكيو ريفنز
- هل من الخطأ التعرف على الفتيات في الدانجون؟
- هل من الخطأ التعرف على الفتيات في الدانجون؟ II
- هل من الخطأ التعرف على الفتيات في الدانجون؟ III
- سورد أوراتوريا
- هيفي أوبجيكت (بالتعاون مع مايكو إيوتشي)
- المدرس الملكي هايني
- موقع الفتيات الساحرات
- هل تحب أمك و هجماتها الشاملة ذات الضربتين؟
- بيلد ديفايد: كود بلاك (بالتعاون مع كينتا هيغاشيؤوجي)

### أنمي الإنترنت
- حرب النجوم: الرؤى ("النزال")

### أفلام أنمي
- كرايون شين-تشان: نداء العاصفة, خطة الجاسوس الذهبي (بالتعاون مع توشيوكي أراكاوا وأكيفومي تادا)
- كرايون شين-تشان: نداء العاصفة, أنا وأميرة الفضاء (بالتعاون مع توشيوكي أراكاوا، أكيفومي تادا وهاياتو ماتسوؤو)
- فيلم المدرس الملكي هايني
- هل من الخطأ التعرف على الفتيات في الدانجون؟: سهم أوريون
- برن ذا ويتش

## أعماله في ألعاب الفيديو
- جران توريزمو 6

## وصلات خارجية
- كيجي إيناي على موقع IMDb (الإنجليزية)
- كيجي إيناي على موقع ميوزك برينز (الإنجليزية)
- كيجي إيناي على موقع قاعدة بيانات الفيلم (الإنجليزية)
- كيجي إيناي على موقع ANN person (الإنجليزية)